# NGC 5265
NGC 5265 ist eine 14,2 mag helle balkenspiralförmige Radiogalaxie vom Hubble-Typ SBcd im Sternbild Jagdhunde am Nordsternhimmel. Sie ist schätzungsweise 259 Millionen Lichtjahre von der Milchstraße entfernt und hat einen Durchmesser von etwa 55.000 Lichtjahren.
Das Objekt wurde am 1. Mai 1785 von Wilhelm Herschel mit einem 18,7-Zoll-Spiegelteleskop entdeckt, der sie dabei mit „vF, S, lE, easily resolvable“ beschrieb.